# Александър Островски
Александър Николаевич Островски (на руски: Алекса́ндр Никола́евич Остро́вский) е руски драматург, чието творчество е важен етап в развитието на руския национален театър. Член-кореспондент е на Петербургската академия на науките.

## Биография
Роден е на 31 март (12 април) 1823 г. в Москва. Баща му Николай Фьодорович Островски е син на свещеник, завършва духовната семинария в Кострома, а след това Духовната академия в Москва, занимава се с имуществени и икономически дела. През 1839 г. получава дворянство. Майка му Любов Иванова Савина умира, когато Александър е на 9-годишна възраст. Той е четвъртото дете в семейството. Пет години след смъртта на майка си, баща му се жени за шведската баронеса Емили Андрю фон Тесин.
Александър Островски получава добро домашно образование. Запознава се с руската литература от богатата библиотека на баща си, проявява интерес към писането, но баща му настоява да стане юрист. От 1835 до 1840 г. учи в Московска гимназия, а след това е студент в Юридическия факултет на Московския университет. От 1843 до 1850 г. работи в канцеларията на Московския съд.

## Галерия
- Пощенски марки в СССР
- Портрет на А. Н. Островски – пощенска марка в СССР, 1948 г.
- Портрет на А. Н. Островски по картина на В. Перов (1871) Пощенска марка в СССР, 1948 г.
- Портрет на А. Н. Островски по картина на В. Перов (1871) Пощенска марка в СССР, 1948 г.
- Пощенска марка в СССР, 1959 г.

## Пиеси
- „Семейная картина“ (1847)
- „Свои люди – сочтёмся“ (1849)
- „Неожиданный случай“ (1850)
- „Утро молодого человека“ (1850)
- „Бедная невеста“ (1851)
- „Не в свои сани не садись“ (1852)
- „Бедность не порок“ (1853)
- „Не так живи, как хочется“ (1854)
- „В чужом пиру похмелье“ (1856)
- „Доходное место“ (1856)
- „Праздничный сон до обеда“ (1857)
- „Не сошлись характерами!“ (1858)
- „Воспитанница“ (1859)
- „Гроза“ (1859)
- „Старый друг лучше новых двух“ (1860)
- „Свои собаки грызутся, чужая не приставай“ (1861)
- „Женитьба Бальзаминова“ (1861)
- „Козьма Захарьич Минин-Сухорук“ (1861, 2-ра редакция 1866)
- „Тяжёлые дни“ (1863)
- „Грех да беда на кого не живёт“ (1863)
- „Войвода“ (1864; 2-ра редакция 1885)
- „Шутник“ (1864)
- „На бойком месте“ (1865)
- „Пучина“ (1866)
- „Дмитрий Самозванец и Василий Шуйский“ (1866)
- „Тушино“ (1866)
- „Василиса Мелентьева“ (1867)
- „На всякого мудреца довольно простоты“ (1868)
- „Горячее сердце“ (1869)
- „Бешеные деньги“ (1870)
- „Лес“ (1870)
- „Не всё коту масленица“ (1871)
- „Не было ни гроша, да вдруг алтын“ (1872)
- „Комик XVII столетия“ (1873)
- „Снегурочка“ (1873)
- „Поздняя любовь“ (1874)
- „Трудовой хлеб“ (1874)
- „Волки и овцы“ (1875)
- „Богатые невесты“ (1876)
- „Правда хорошо, а счастье лучше“ (1877)
- „Женитьба Белугина“ (1877)
- „Последняя жертва“ (1878)
- „Бесприданница“ (1878)
- „Добрый барин“ (1879)
- „Дикарка“ (1879)
- „Сердце не камень“ (1880)
- „Невольницы“ (1881)
- „Светит, да не греет“ (1881)
- „Без вины виноватые“ (1881 – 1883)
- „Таланты и поклонники“ (1882)
- „Красавец мужчина“ (1883)
- „Не от мира сего“ (1885)